# Пазин
Па́зин (хорв. Pazin, итал. Pisino, нем. Mitterburg) — город в Хорватии, в центральной части полуострова Истрия. Население — 4 986 человек (2001).

## Общие сведения
Пазин — столица хорватской провинции Истрия, несмотря на то, что он далеко не самый большой город полуострова. Во многом столичный статус Пазина объясняется тем, что это единственный крупный город полуострова, расположенный в его центре, на значительном удалении от морского побережья.
Пазин расположен на пересечении ведущих через горную часть полуострова шоссе Пореч — Риека и Пула — Пазин. Город связан регулярным автобусным сообщением с Пулой, другими истрийскими городами, а также с Риекой и через неё с остальной Хорватией.

## История
Город впервые упомянут в 983 г. Мощная крепость, обеспечивающая стратегический контроль над центральной Истрией, была здесь построена ещё в X веке и с тех пор многократно перестраивалась. В 1374 г. Пазин перешёл под власть Габсбургов. Развитие города шло в основном вокруг крепости.
В 1920 г. город вместе со всей Истрией вошёл в состав Италии, после второй мировой войны перешёл к Югославии, большая часть итальянского населения покинула город.
С 1991 г. — в составе независимой Хорватии.

## Достопримечательности
- Пазинский замок (Kaštel Pazin) — построен в X веке, полностью перестроен в XV—XVI веках. Частично разобран в XIX веке. После окончания Второй мировой войны превращён в музей.
- Церковь св. Николая — готическая церковь, построена в 1443 году.
- Францисканская церковь XV века. Ныне в церкви располагается музей средневековых картин, скульптур, а также древних глаголических манускриптов.
- Пазинская пещера (Pazinska jama)  — находится рядом с городом. Она была открыта в 1896 году и представляет собой великолепный образец карстовой пещеры.